# Ole Svendsen Bakke
Ole Svendsen Bakke, klockare i Idds socken, Norge, förvärvade sig historisk namnkunnighet för sitt raska uppträdande under  Fredrikshalds belägring 1716 då han grep till vapen och deltog i striden vid Enningdals bro, vilken utföll fördelaktigt för norrmännen, dock dog B. själv vid detta tillfälle. Han har blivit ihågkommen av eftervärlden tack vare den danske diktaren Jörgen Friis och av Ove Malling i dennes Store og gode Handlinger af Danske, Norske og Holstenere (1777). Över Bakkes grav restes 1846 ett enkelt minnesmärke